# Adetus marmoratus
Adetus marmoratus es una especie de escarabajo del género Adetus, familia Cerambycidae. Fue descrita científicamente por Breuning en 1942.
Habita en Bolivia y Brasil. Los machos y las hembras miden aproximadamente 8-10 mm. El período de vuelo de esta especie ocurre en los meses de septiembre y octubre.